# Пеляга
Пеляга (на румънски: Vârful Peleaga) е най-високият връх в Ретезатските планини, част от Южните Карпати. Височината му е 2509 м, което го прави седмия най-висок връх на територията на Румъния. При добро време от върха се открива красива гледка към централната част на планината. До Пеляга се достига чрез много маршрути: от Шауа Пеледжи, от Курмътура Букурей или от езерото Букура.